# Le Tréhou
Le Tréhou (tiếng Breton: An Treoù-Leon) là một xã của tỉnh Finistère, thuộc vùng Bretagne, miền tây bắc Pháp.

## Dân số
Người dân ở Le Tréhou được gọi là Tréhousiens.